# (73970) 1998 AX6
(73970) 1998 AX6 – planetoida z pasa głównego asteroid okrążająca Słońce w ciągu 3,1 lat w średniej odległości 2,12 j.a. Odkryta 5 stycznia 1998 roku.